# Massaker von Tlatelolco

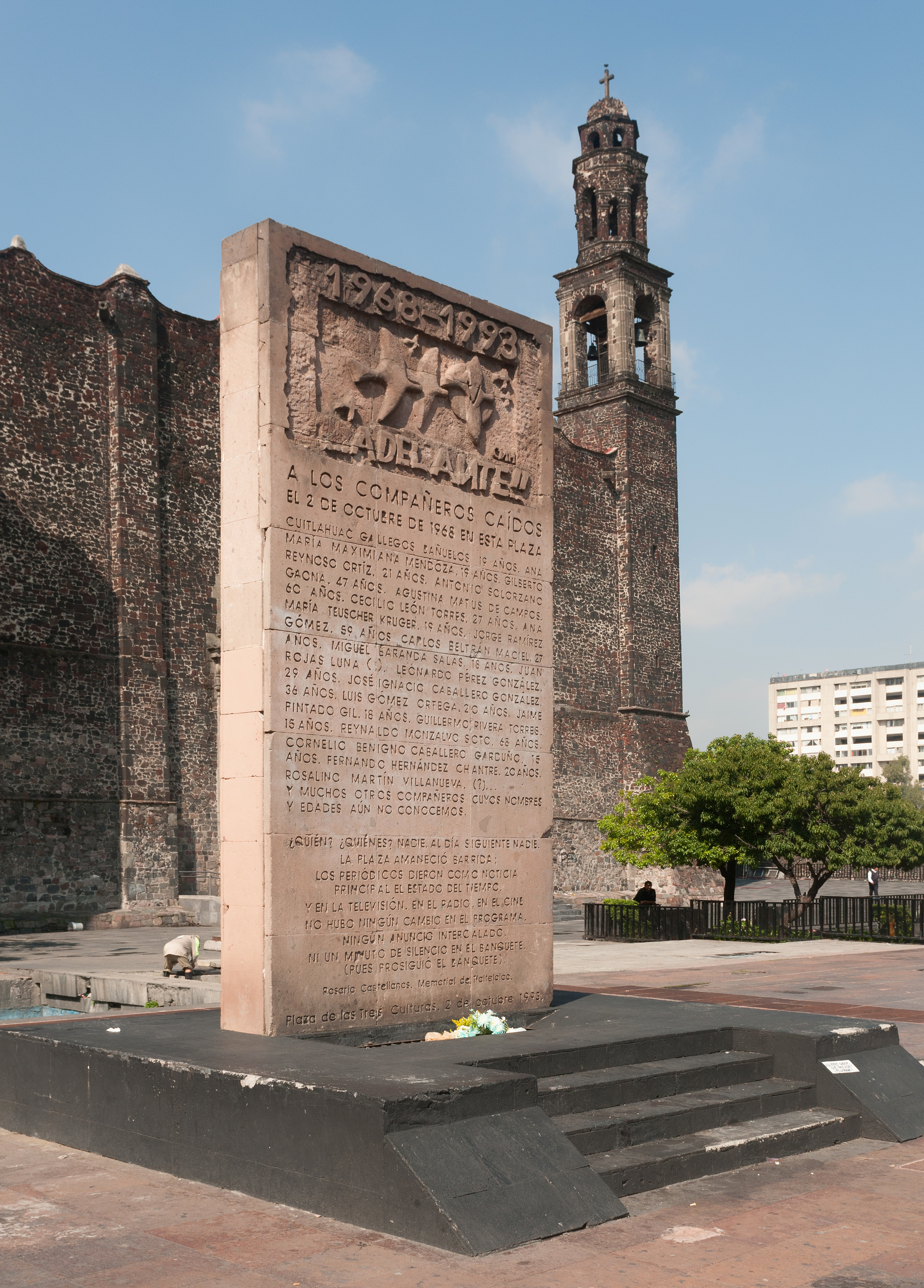
Gedenkstele von 1993 an der Plaza de las Tres Culturas mit einem Auszug aus dem Gedicht Memorial de Tlatelolco von Rosario Castellanos

Das Massaker von Tlatelolco (Matanza de Tlatelolco) am 2. Oktober 1968 war ein Massenmord an 200 bis 300 friedlich demonstrierenden Studenten im Stadtteil Tlatelolco von Mexiko-Stadt. Er fand auf dem Höhepunkt der damaligen Studentenproteste statt und wurde vom mexikanischen Militär und anderen Sicherheitskräften verübt. Mit ausgelöst wurde der Massenmord von auf Dächern postierten Scharfschützen aus der Präsidentengarde, die gezielt auf Polizisten schossen. Im Glauben, von den Demonstranten angegriffen zu werden, eröffnete die Polizei daraufhin das Feuer auf die Menschenmenge. Die Hintergründe wurden lange vertuscht, erst ab dem Jahr 1998 wurden erstmals offizielle Untersuchungen durchgeführt. Zuvor wurde José Revueltas als „intellektueller Schriftsteller“ der Studentenbewegung für das Massaker mitverantwortlich gemacht und inhaftiert.

## Verlauf
Das Massaker ereignete sich zehn Tage vor Eröffnung der Olympischen Spiele am 2. Oktober in Mexiko-Stadt auf der Plaza de las Tres Culturas im Stadtteil Tlatelolco. Präsident Gustavo Díaz Ordaz (PRI) ließ die Studentendemonstrationen durch Militärpanzer und Geheimpolizei blutig niederschlagen. Die Zahl der Toten wird widersprüchlich angegeben: Offiziell ist von wenigen Dutzend die Rede, die Gegenseite spricht von Tausenden, die tatsächliche Zahl bleibt unbekannt; durch Recherchen belegt sind 34 namentlich bekannte und 10 namenlose Todesopfer.
Mit dem Massaker erzwang die PRI-Regierung den Abbruch des Streiks der Studenten der Autonomen Universität (UNAM) sowie des Polytechnischen Instituts (IPN) und stoppte die davon ausgehenden gesellschaftlichen Bewegungen.

## Aufarbeitung der Ereignisse
1993 wurde eine Gedenkstele am Tlatelolco-Platz aufgestellt, die die Namen einiger Opfer nennt und ein Gedenkgedicht von Rosario Castellanos enthält. Das Gedicht bringt die Empörung der Dichterin über das Schweigen am Tag nach dem Massaker zum Ausdruck.
Eine offizielle Aufarbeitung setzte erst 1998 unter Präsident Ernesto Zedillo ein; sie wurde durch Regierungsstellen wirksam behindert. Erst unter dem nicht mehr vom PRI gestellten Präsidenten Vicente Fox wurden bis dahin geheim gehaltene Dokumente zugänglich. Wichtigstes Ergebnis war, dass die Schießerei, wie seit langem vermutet, von Spezialkräften der Präsidentengarde, die auf den Dächern der die Plaza de las Tres Culturas umgebenden Häuser positioniert waren, bewusst ausgelöst wurde.
Am 30. Juni 2006 wurde der damals 84-jährige frühere Innenminister und spätere Präsident Luis Echeverría Álvarez als Hauptverantwortlicher für das Massaker unter dem Verdacht des Völkermords verhaftet. Bis zum Prozess wurde er unter Hausarrest gestellt. Anfang Juli 2006 wurde das Verfahren wegen Verjährung eingestellt.
Ende September 2018, kurz vor dem 50. Jahrestag des Massakers, gestand der mexikanische Staat ein, dass das Massaker ein „Staatsverbrechen“ gewesen ist.

## Verfilmungen
- Jorge Fons: Rojo Amanecer, Mexiko 1989 (dt.: Rotes Morgengrauen)
- Carlos Mendoza: „Tlatelolco: las claves de la masacre“, Mexiko 2002, Dokumentarfilm[6]
- Carlos Bolado: Tlatelolco, verano del 68, Mexiko 2012, Drama